# (500414) 2012 TB115
(500414) 2012 TB115 es un asteroide perteneciente al cinturón de asteroides, descubierto el 10 de octubre de 2012 por el equipo del Mount Lemmon Survey desde el Observatorio del Monte Lemmon, Arizona, Estados Unidos.

## Designación y nombre
Designado provisionalmente como 2012 TB115.

## Características orbitales
2012 TB115 está situado a una distancia media del Sol de 3,168 ua, pudiendo alejarse hasta 3,716 ua y acercarse hasta 2,620 ua. Su excentricidad es 0,172 y la inclinación orbital 17,06 grados. Emplea 2059,76 días en completar una órbita alrededor del Sol.
Los próximos acercamientos a la órbita de Júpiter se producirán el 11 de mayo de 2035, el 19 de mayo de 2046 y el 19 de abril de 2057, entre otros.

## Características físicas
La magnitud absoluta de 2012 TB115 es 16.